# Шухово (Омская область)
Шухово — село в Знаменском районе Омской области. Административный центр Шуховского сельского поселения.

## История
В 1928 г. состояло из 85 хозяйств, основное население — русские. Центр Шуховского сельсовета Знаменского района Тарского округа Сибирского края.

## Население
| 1926 | 2002 | 2010 |
| ---- | ---- | ---- |
| 418  | ↗747 | ↘721 |